# Argia percellulata
Argia percellulata е вид водно конче от семейство Coenagrionidae.

## Разпространение
Видът е разпространен в Мексико (Веракрус, Пуебла и Чиапас).